# Balfour (Południowa Afryka)
Balfour – miasto w Republice Południowej Afryki, w prowincji Mpumalanga.
Miasto ma charakter górniczy, jest także regionem uprawy kukurydzy. Założone zostało w 1898 roku jako McHattiesburg. Jego założycielem był Frederick McHattie. W 1905 zmieniono nazwę miastu, chcąc uczcić brytyjskiego premiera, Arthura Balfoura, który zatrzymał się w miasteczku w czasie podróży pociągiem.